# Vroom Vroom (bài hát của Charli XCX)
"Vroom Vroom" là một bài hát của nữ ca sĩ người Anh Charli XCX, được trích từ đĩa mở rộng cùng tên

## Phát hành
Vào ngày 20 tháng 10 năm 2015, Charli XCX tổ chức một chương trình phát thanh trên Beats 1, nơi mà cô lần đầu tiên giới thiệu về "Vroom Vroom".  Video ca nhạc cho ca khúc được ra mắt vào ngày 22 tháng 4 năm 2016,  góp mặt Sophie, A.G. Cook và Hannah Diamond.

## Đánh giá chuyên môn
Trong một bài đánh giá cho Pitchfork, Laura Snapes viết rằng ca khúc "nghe giống như một chiếc xe hề ọp ẹp với còi kêu vang bài 'The Rain (Supa Dupa Fly)' của Missy [Elliot]—một bản ca tụng rời rạc, khối mảng về những chuyến đi nhanh và những khoảng thời gian vui vẻ."

## Bảng xếp hạng
| Bảng xếp hạng (2016)            | Vị trí cao nhất |
| ------------------------------- | --------------- |
| UK Vinyl Singles (OCC)          | 1               |
| UK Physical Singles Chart (OCC) | 2               |